# 枝川出口

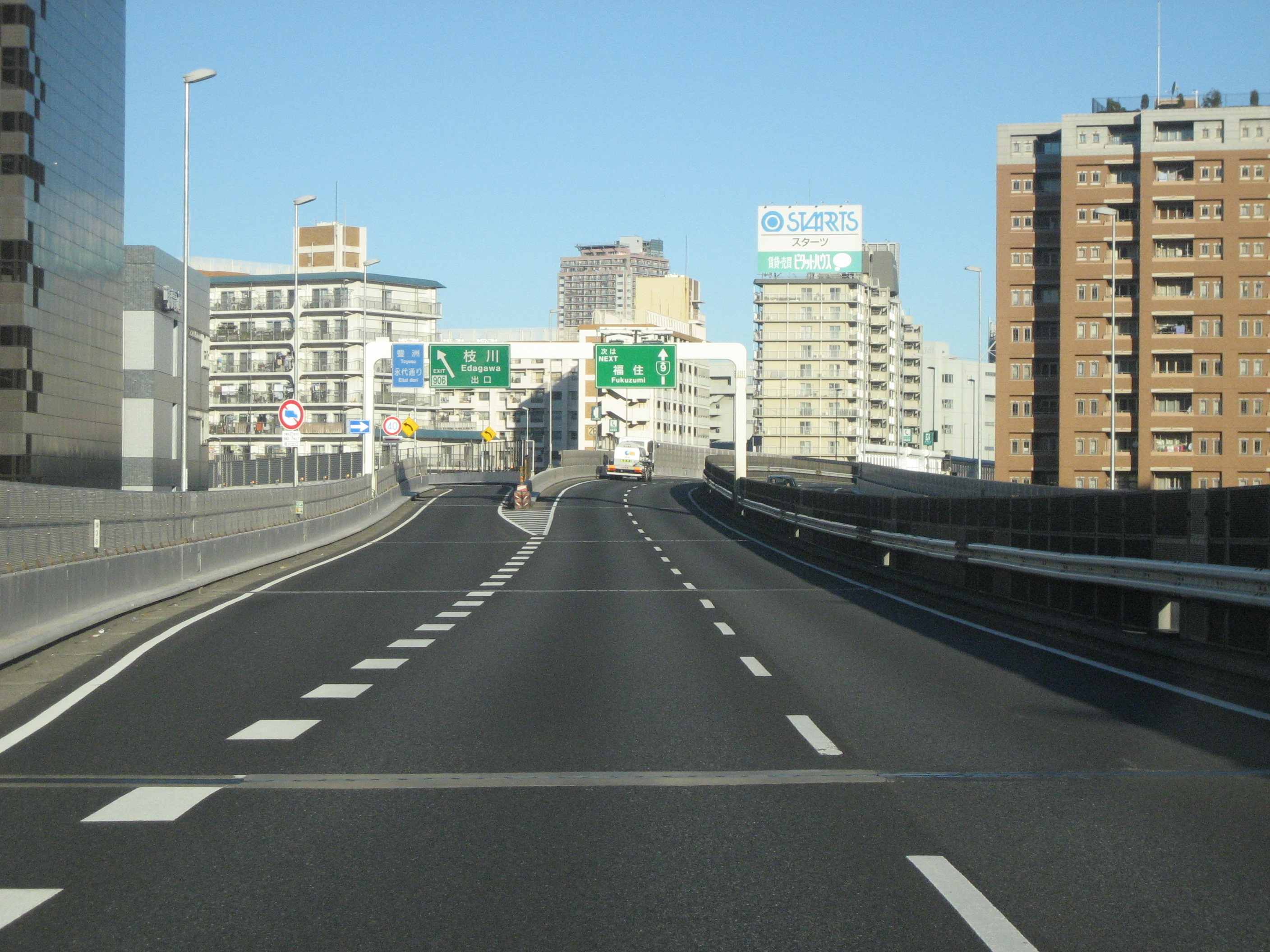
出口付近

枝川出口（えだがわでぐち）は、東京都江東区にある首都高速道路9号深川線のインターチェンジである。辰巳JCT方面からの出口のみ設置されている。

## 接続する道路
- 三ツ目通り（東京都道319号環状三号線の一部）

## 周辺
- 潮見運動公園
- 汐見運河
- 潮見駅
- 豊洲駅

## 隣
首都高速9号深川線
(904)塩浜入口 - (906)枝川出口 - 辰巳JCT/辰巳第一PA/辰巳第二PA